# Cornelia frente al espejo
Cornelia frente al espejo es una película argentina dirigida por Daniel Rosenfeld y protagonizada por Eugenia Alonso, Eugenia Capizzano y Leonardo Sbaraglia. Fue estrenada el 4 de octubre de 2012.

## Sinopsis
Cornelia va a su casa paterna para suicidarse. Cuando intenta cumplir con su cometido es continuamente interrumpida por imprevistas apariciones: una misteriosa niña, un ladrón y un amante. 

## Reparto
- Eugenia Alonso como La mujer
- Eugenia Capizzano como Cornelia
- Leonardo Sbaraglia como Daniel
- Rafael Spregelburd como Ladrón